# Njesuthi
Njesuthi é uma das mais altas montanhas da África do Sul e situa-se na fronteira África do Sul-Lesoto, na cordilheira Drakensberg. É apenas 42 m menos elevada que o Mafadi, o ponto mais alto da África do Sul (mas não do Lesoto).